# Энглерт, Себастьян
Отец Себастьян Энглерт (нем. Sebastian Englert; 17 ноября 1888, Диллинген-на-Дунае — 8 января 1969, Новый Орлеан) — немецкий католический священник, миссионер и исследователь острова Пасхи.
Названный при рождении Антоном-Францем, Энглерт провёл свои школьные годы в немецких городках Айхштет и Бургхаузен, где изучал философию и теологию. В 1907 году он вошёл в католический монашеский орден капуцинов и принял постриг с именем Себастьян. В 1912 году состоялось его рукоположение в сан священника.
Во время Первой мировой войны отец Себастьян был немецким военным священником на линии фронта во Франции и Бельгии. После войны в течение пяти лет продолжал оставаться военным капелланом. В 1922 году по собственному желанию отправился в качестве миссионера в Чили к индейскому племени арауканов. С 1935 года и до смерти был священником на острове Пасхи.
Помимо основной деятельности, а также написания работ на религиозную тематику, Энглерт посвятил значительную часть своей жизни изучению культуры и языка коренного населения острова Пасхи. Основная работа Энглерта, «La Tierra de Hotu Matu´a», была опубликована в 1948 году. В ней содержались сведения об истории, археологии, этнологии и языке Рапа-Нуи.
В 1963 году отец Себастьян Энглерт был награждён офицерской степенью  ордена «За заслуги перед Федеративной Республикой Германия».